# Jerry Sands
Gerald Robert Sands (né le 28 septembre 1987 à Clayton, Caroline du Nord, États-Unis) est un voltigeur des Ligues majeures de baseball.

## Carrière

### Ligue mineure
Jerry Sands est repêché en 25e ronde par les Dodgers de Los Angeles en 2008. À sa troisième année en ligues mineures en 2010, Sands fait tourner les têtes grâce à sa puissance au bâton : pour deux équipes affiliées aux Dodgers (Great Lakes et Chattanooga), il frappe dans une moyenne au bâton de ,301 avec 35 coups de circuit et 93 points produits et montre une moyenne de puissance de ,586.
Il amorce la saison 2011 dans la Ligue de la côte du Pacifique, au niveau AAA, mais après seulement dix parties jouées pour les Isotopes d'Albuquerque, il compte déjà cinq circuits et 17 points produits avec une moyenne au bâton de ,400. Éprouvant de leur côté des ennuis à l'offensive, les Dodgers de Los Angeles le rappellent au niveau majeur le 18 avril.

### Dodgers de Los Angeles
Sands fait ses débuts dans les majeures avec les Dodgers le 18 avril 2011 contre les Braves d'Atlanta. Il obtient dans cette rencontre son premier coup sûr au plus haut niveau, un double aux dépens du lanceur Tim Hudson, et un premier point produit plus tard dans le match grâce à un ballon-sacrifice. Il frappe son premier coup de circuit le 21 mai suivant contre Mark Buehrle des White Sox de Chicago. Sands maintient une moyenne au bâton de ,253 en 61 parties avec les Dodgers en 2011, frappe 4 circuits et produit 26 points.
En 2012, il ne dispute que 9 matchs pour Los Angeles.

### Pirates de Pittsburgh
Le 4 octobre 2012, Sands passe aux Red Sox de Boston avec Rubby De La Rosa pour compléter la méga-transaction du 25 août précédent alors que Boston avait transféré aux Dodgers les vedettes Adrian Gonzalez, Carl Crawford et Josh Beckett. Le 26 décembre suivant, Sands est transféré aux Pirates de Pittsburgh avec les lanceurs droitiers Mark Melancon et Stolmy Pimentel et le joueur de champ intérieur Iván DeJesús dans la transaction qui envoie à Boston le releveur droitier Joel Hanrahan et le joueur de champ intérieur Brock Holt. 

### Rays de Tampa Bay
Sands passe la saison 2013 dans les ligues mineures et est réclamé au ballottage par les Rays de Tampa Bay le 23 décembre 2013. Il dispute 12 matchs des Rays en 2014, frappant quatre coups sûrs dont un circuit.

### Indians de Cleveland
Il signe le 15 décembre 2014 un contrat des ligues mineures avec les Indians de Cleveland. En 50 matchs joués pour Cleveland en 2015, il frappe 4 circuits et maintient une moyenne au bâton de ,236.

### White Sox de Chicago
Cédé au ballottage par Cleveland, Sands est réclamé par les White Sox de Chicago le 23 décembre 2015. Il apparaît dans 24 matchs des Sox en 2016.